# Yuilop
Yuilop (se escribe yuilop) fue un servicio de Voz sobre Protocolo de Internet y una aplicación que ofrecía números de teléfono móvil en la nube y permitía a los usuarios llamar a cualquier teléfono o enviar mensajes de texto de forma gratuita aunque el contacto que recibe la llamada o el mensaje no tuviese yuilop instalado en su dispositivo. El servicio fue rebautizado Upptalk antes de acabar con él en 2017.
Se puede conectar con un número yuilop a través de una llamada telefónica regular (PSTN) desde cualquier línea fija o móvil (y por SMS). Los usuarios pueden acceder/usar su número de teléfono desde cualquier dispositivo a través de una conexión a Internet (IP).  Las llamadas y chats con otros usuarios dentro del servicio de red de yuilop son gratuitos e ilimitados.  A diferencia de la mayoría de los servicios de VoIP, yuilop no cobra nada por la comunicación fuera de la red. Llamadas y SMS a teléfonos fijos y teléfonos móviles consumen créditos virtuales que se obtienen de forma gratuita a través de la participación en actividades de promoción y a través del uso de la aplicación. Yuilop no requiere crédito para llamadas y SMS nacionales en Estados Unidos. Yuilop tiene características adicionales, incluyendo mensajería instantánea, chat de grupo, posibilidad de compartir ubicación y fotos. Los competidores son, entre otros, Skype, Viber y Google Voice.

## Información general
Yuilop fue creado por el ex CEO de Simyo, Jochen Doppelhammer en noviembre de 2010.  La sede de yuilop se encuentran en Barcelona, España y la aplicación está disponible en más de 200 países, incluyendo los Estados Unidos, Reino Unido, Alemania, Italia, España, Israel y México.
La aplicación cuenta actualmente con unos 5 millones de usuarios y está disponible en Android, iOS, Windows Phone, BlackBerry OS.
A partir de julio de 2013, Yuilop ha recaudado aproximadamente $9 millones de dólares de financiación a través de inversores, como Nauta Capital, Shortcut Ventures GmbH, Bright Capital, y el gobierno español.
Los servicios de yuilop se dividen en dos categorías principales:
- Llamadas y mensajes hacia otros usuarios yuilop usando VoIP.
- Llamadas y SMS hacia teléfonos móviles, teléfonos fijos y números virtuales como Skype y Google Voice mediante Public Switched Telephone Network (PSTN).

## Funciones
Yuilop ofrece llamadas gratuitas y mensajes instantáneos (chat) entre los usuarios yuilop, y llamadas gratuitas y mensajes de texto (SMS) a los números móviles y fijos que no están en la red Yuilop. Yuilop permite a los usuarios registrados comunicarse a través de mensajería instantánea, SMS y llamadas con el número yuilop.me. El chat de Yuilop permite crear chats de grupo y enviar emoticonos, intercambiar fotos y compartir la propia ubicación.

### Yuilop.me
Yuilop.me es una opción para recibir un número de teléfono móvil virtual. El número se puede utilizar en dispositivos distintos que tengan acceso a Internet y no está vinculado a una tarjeta SIM o a un operador. Yuilop.me está disponible para los usuarios yuilop en los Estados Unidos, Reino Unido, Alemania y España.

### Créditos
Las llamadas y los chats realizados y enviadas a otros usuarios yuilop a través de la aplicación son gratuitos e ilimitados. Las llamadas y los SMS a teléfonos móviles y líneas fijas consumen "créditos".  Los créditos se adquieren de las siguientes formas:
- Invitando a los amigos a registrarse y convertirse en usuarios de Yuilop.
- Completando ofertas en línea, tales como rellenar una encuesta, descargar aplicaciones, comprar algo, o inscribirse en un período de prueba de un producto en la lista de promociones.
- Mirando anuncios en formato de breves videos.
- Canjeando cupones que se comparten a través de actividades promocionadas en las páginas oficiales de Yuilop en Facebook y Twitter.
- Utilizando la aplicación, es decir, recibiendo chats de otros usuarios yuilop, recibiendo llamadas y SMS al propio número yuilop.me.

La versión 1.9 de la aplicación para iOS también permite a los usuarios comprar créditos.
El número de créditos que se utilizan para llamar a teléfonos móviles y a las líneas fijas está determinados por el destino hacia el que se realiza la llamada o se envía el SMS. En algunos países, como Estados Unidos, hacer llamadas o enviar SMS a los teléfonos móviles con yuilop no requiere crédito.

### Seguridad
Yuilop utiliza un cifrado de 2048 bits para encriptar el tráfico de datos y llamar a través de cualquier medio (Wifi, 2G, 3G, 4G LTE). Usa una extensión STARTTLS a través de un protocolo Transport Layer Security.